# Hermann August Seger

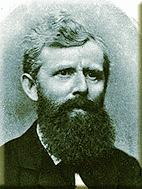
Hermann August Seger

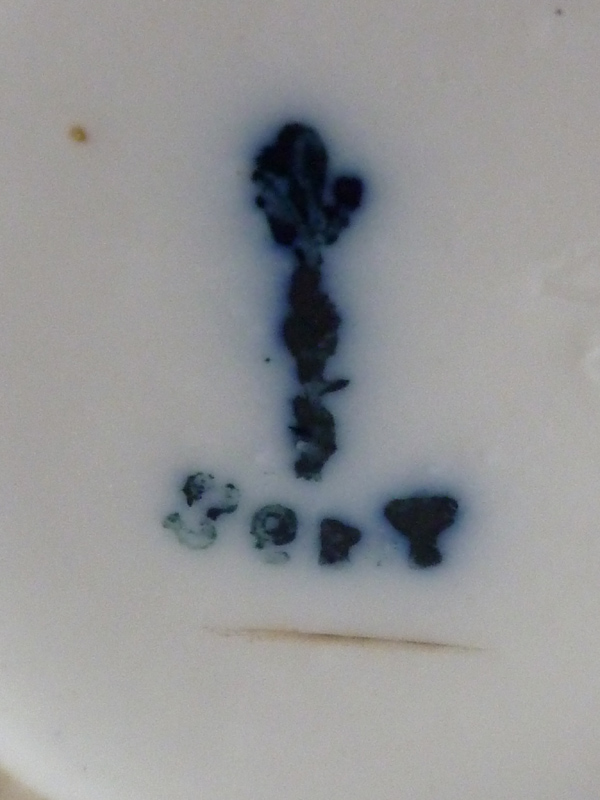
Königliche Porzellan Manufaktur Berlin, sogenannte „Segermarke“, seit 1882 für Seger-Porzellan

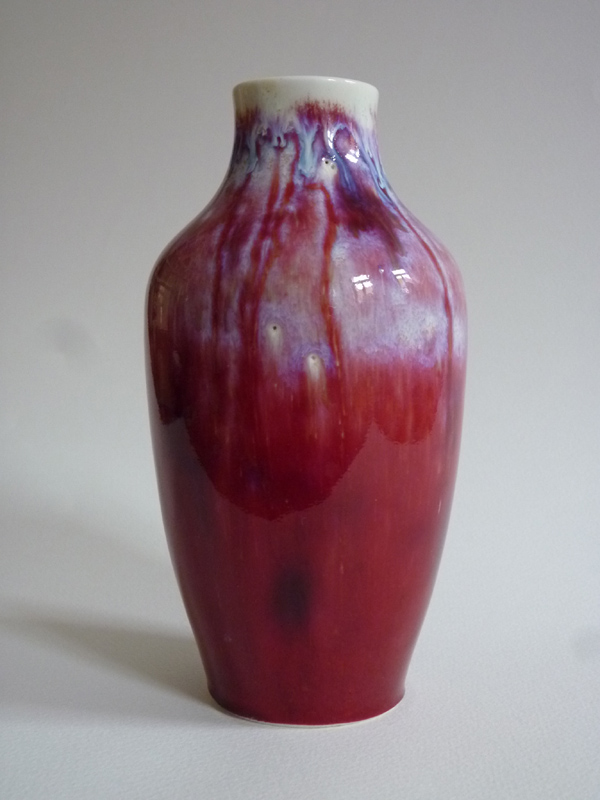
Königliche Porzellan Manufaktur Berlin, Vase (Modell-Nr. 17852 M), Höhe: 17 cm, Segerporzellan, Ochsenblutglasur, um 1900

Hermann August Seger (* 26. Dezember 1839 in Posen; † 30. Oktober 1893 in Berlin) war ein deutscher Silikatchemiker.

## Leben
Nach seiner Promotion in Rostock erarbeitete er die Grundlagen über die Konstitution der Tone und systematisierte die keramischen Rohstoffe nach ihren Eigenschaften (Segerformel).
Er entwickelte die nach ihm benannten Segerkegel, kleine spitze Pyramiden zur Messung hoher Temperaturen, sowie das Segerporzellan, ein Weichporzellan, das bei niedrigeren Temperaturen gebrannt wurde und neue Glasuren wie Sang-de-bœuf ermöglichte.
1878 gründete und leitete er die Chemisch-Technische Versuchsanstalt der Königlichen Porzellanmanufaktur in Berlin.
Er entwickelte dort ein Weichporzellan, das 1880 patentiert und ab 1882 „Segerporzellan“ genannt wurde. Es war eine Imitation ostasiatischen Porzellans, wurde mit niedrigeren Temperaturen gebrannt und erlaubte irisierende Glasuren. Als Porzellanmarke erhielt es das KPM-Zepter mit „Sgr. P“. 1885 wurde Hermann Seger durch das preußische Ministerium der geistlichen, Unterrichts- und Medizinalangelegenheiten zum Titularprofessor ernannt.
Obwohl Seger Chemiker war, wurden seine Versuchsstücke auch künstlerisch anerkannt. Die Deutsche Keramische Gesellschaft verleiht in seinem Angedenken die Seger-Plakette.

## Schriften
- The Collected Writings of Hermann August Seger, posthum 1902